# Gobiosoma aceras
Gobiosoma aceras es una especie de peces de la familia de los Gobiidae en el orden de los Perciformes.

## Hábitat
Es un pez de mary, de clima tropical y demersal.

## Distribución geográfica
Se encuentra en el Pacífico oriental central. 

## Observaciones
Es inofensivo para los humanos. 